# Turgidosculum ulvae
Turgidosculum ulvae är en lavart som först beskrevs av M. Reed, och fick sitt nu gällande namn av Kohlm. & E. Kohlm. 1972. Turgidosculum ulvae ingår i släktet Turgidosculum och familjen Mastodiaceae.   Inga underarter finns listade i Catalogue of Life.